# Акакий (патриарх Константинопольский)
Патриарх Акакий (греч. Ακάκιος; умер 26 или 28 ноября 489 года) — патриарх Константинопольский (март 472 — ноябрь 489).
О раннем периоде жизни Акакия данные не сохранились. В 458 году он, возглавлявший сиротский приют в Константинополе, числился среди кандидатов на патриарший престол, но по итогам выборов уступил Геннадию, и только после его смерти был избран патриархом в 472 году. После вступления на столичную кафедру Акакий отказался подписать «Энкиклион» императора Василиска, в котором отвергались догматы IV Вселенского собора в Халкидоне, а также преимущества, предоставленные 28-м правилом этого Собора Константинопольскому патриархату. Недовольный император запретил синклиту вступать в общение с патриархом. Когда войска бывшего императора Зинона вошли в Константинополь, Василиск был свергнут и искал спасения в храме, однако Акакий выдал его Зинону.
Вернувшийся к власти Зинон подтвердил привилегии Константинопольского патриарха, закреплённые в 15-м правиле Халкидонского собора, и позволил Акакию вмешиваться в дела других восточных патриархов. Акакий не допустил избрания на Александрийскую кафедру Петра Монга и добился того, что антиохийская кафедра была отдана Стефану. В 482 году у Акакия возник конфликт с новым Александрийским патриархом Иоанном I, который был вынужден бежать в Рим, ища защиты у римского папы Феликса III. После того, как монофизит Пётр Монг согласился подписать «Энотикон» императора Зинона (объединительное послание к Александрийской церкви, написанное при участии Акакия), он при поддержке Акакия возглавил Александрийскую церковь. В Риме это примирение было воспринято как измена халкидонскому вероучению. Папа Феликс 22 июля 484 года собрал в Риме собор из 77 епископов и низложил патриарха Акакия:

Ты лишён священства, отлучён от кафолического общения и от числа верных. Ты не имеешь больше права ни на имя иерарха, ни на священные действия. Таково осуждение, которое налагается на тебя судом Духа Святого и властию апостольскою, носителями каковой мы являемся.
— Отлучительное послание папы Феликса III
Это действие папы сформировало разрыв между Западной и Восточной церквями (так называемую акакианскую схизму).
Таким образом, проводимая Акакием при поддержке императора Зинона политика устранения противоречий между сторонниками Халкидонского собора и монофизитами не имела успеха: схизма с Западом продолжалась до 519 года, а в Константинополе появилась оппозиция со стороны ревнителей чистоты православного вероучения, прежде всего монахов-акимитов.